# 井門グループ
井門グループ（いもんグループ）は、リテール及び不動産企業グループ。月賦百貨店 株式会社大丸百貨店（井門大丸、ライフアップ大丸百貨店）を発祥とする。

## 概要
大丸百貨店は、愛媛県出身の井門富士逸が1922年（大正11年）に東京・品川で興した大丸商会を起源とし、東京・大井町を本拠に、首都圏に15店舗を展開。最盛期、従業員数は2,000人を数えた。
1954年（昭和29年）、東京駅八重洲口に大阪から大丸（下村大丸）が進出した際に「名前の競合」が問題になり、二社間で協議が持たれた。その結果、百貨店の（下村）大丸には百貨店をつけず「大丸」、月賦百貨店である（井門）大丸には百貨店をつけ「大丸百貨店」と呼称することが取り決められた。商標マークは、（下村）大丸と全く異り、二重丸に大の字で、「大」の字は丸みを帯びた書体で髭は無かった。広告宣伝においては「ライフアップ」（分割払いでの生活の向上）というキャッチフレーズを付し、一線を画していた。
1968年（昭和43年）には、東京12チャンネル（現：テレビ東京）「おいろけ寄席」(平日：23:00～)の単独スポンサーとして、ケーシー高峰をCMに起用したことで話題になった。しかし、一般には（下村）大丸と混同されることが多く、「ニセモノの大丸」という負のイメージを払拭することができなかった。
1970年代以降は、ダイエーなどのGMSの台頭により、主力である耐久消費財（家電品、家具）の低価格化が進み、売上が伸び悩んだ。同じ月賦百貨店の丸井では、ヤング、ニューファミリー層にターゲットを絞りファッションに注力、「げっぷ」を連想する月賦を「クレジット」という国際的な呼称に改め、顧客をカード会員化して行ったのに対し、同業他社のミドリヤ、丸興は遅れを取り、それぞれセゾングループ、ダイエーグループに飲み込まれ、再編により、リテールを廃止し、クレジット業務に専業化していくことになった。大丸百貨店は、専門店化により、リテール業態での生き残りの道を選択した。
1972年（昭和47年）、渋谷店（道玄坂）を高級インテリアの専門店「インテリア井門渋谷」にリニューアル、別会社化した。
1983年（昭和58年）1月19日、大丸百貨店は社名変更により「井門エンタープライズ」と改称の上、家電量販店のラオックスのフランチャイズチェーンとして、大井、武蔵小山、大山、川崎、伊勢佐木町店等を順次業態転換していった。当初は全店舗をラオックスに転換したうえで会社ごと合併する計画であったが、井門の店舗の多くが3,000m2前後と大きく、ラオックスだけでは建物全体を使えなかったため、家具の「インテリア井門」、宝飾の「ジュエリー井門」を併設する形をとることにした。後に井門とラオックス両社の相違から、それぞれ別会社として存続の道を歩むことになった。
一方で同年には紳士服チェーンの坂善商事とも業務提携を行い、蒲田店を「坂善大丸」としてリニューアルした。
このように、立地や店舗規模に併せ、異なる業種の専門店を展開を行ってきたが、2000年以降は、ビックカメラやユニクロ等の新興専門店チェーンが台頭し、売上も頭打ちになっていった。
2013年の時点で、ラオックス井門は武蔵小山のみ、インテリア井門も武蔵小山の1フロアと小岩のみ、となっていたが2019年までにすべて閉店。坂善との業務提携も終了し、蒲田店は坂善が直営化したうえで建物を賃貸する形となった。
以後はビル活用ノウハウを活かし現在では不動産業がグループの柱となっている。全国主要都市のビルを取得し、リニューアルした上、大手企業などに賃貸している例は枚挙に暇が無い。また、レストランやボウリング場などを運営している系列会社も存在する。しかし、リテールを完全撤退したわけではなく、省スペースで利益の大きいジュエリーに加え、富士逸の孫である義博とその弟の憲俊が趣味としている鉄道模型店およびメーカー「Models IMON」を立ち上げて、ニッチ市場に注目したチェーン展開しており、非常に独特な存在になっている。

## グループ企業
- 株式会社井門エンタープライズ（旧・大丸百貨店）
設立: 1935年5月24日[1]　電気製品販売
本社: 品川区東大井5-15-3井門大井町ビル
- 株式会社インテリア井門
- 株式会社井門コーポレーション
設立: 1950年4月28日
本社: 品川区東大井5-15-3井門大井町ビル
  - Models IMON
  - ジュエリー井門
- 株式会社中国料理井門
- 株式会社井門通商

その他グループ会社
- 株式会社井門サービス
- 株式会社ハウジングいもん
- 株式会社井門ホームズ
- 株式会社井門企画
- 株式会社井門城東
- 株式会社井門城西
- 株式会社井門城南
- 株式会社井門土地
- 株式会社井門不動産
- 株式会社井門リアルエステート
- 株式会社井門ランドビジネス
- 株式会社サンフーズ井門
- 株式会社機芸出版社
- 社会福祉法人ウエルス東京
  - ウエル江戸川（特別養護老人ホーム）江戸川区平井7-13-32
- 一般財団法人井門奨学財団

## 主な井門ビル
- 井門大森北ビル 大田区大森北1-12-5
- 井門西蒲田ビル 大田区西蒲田8-24-8

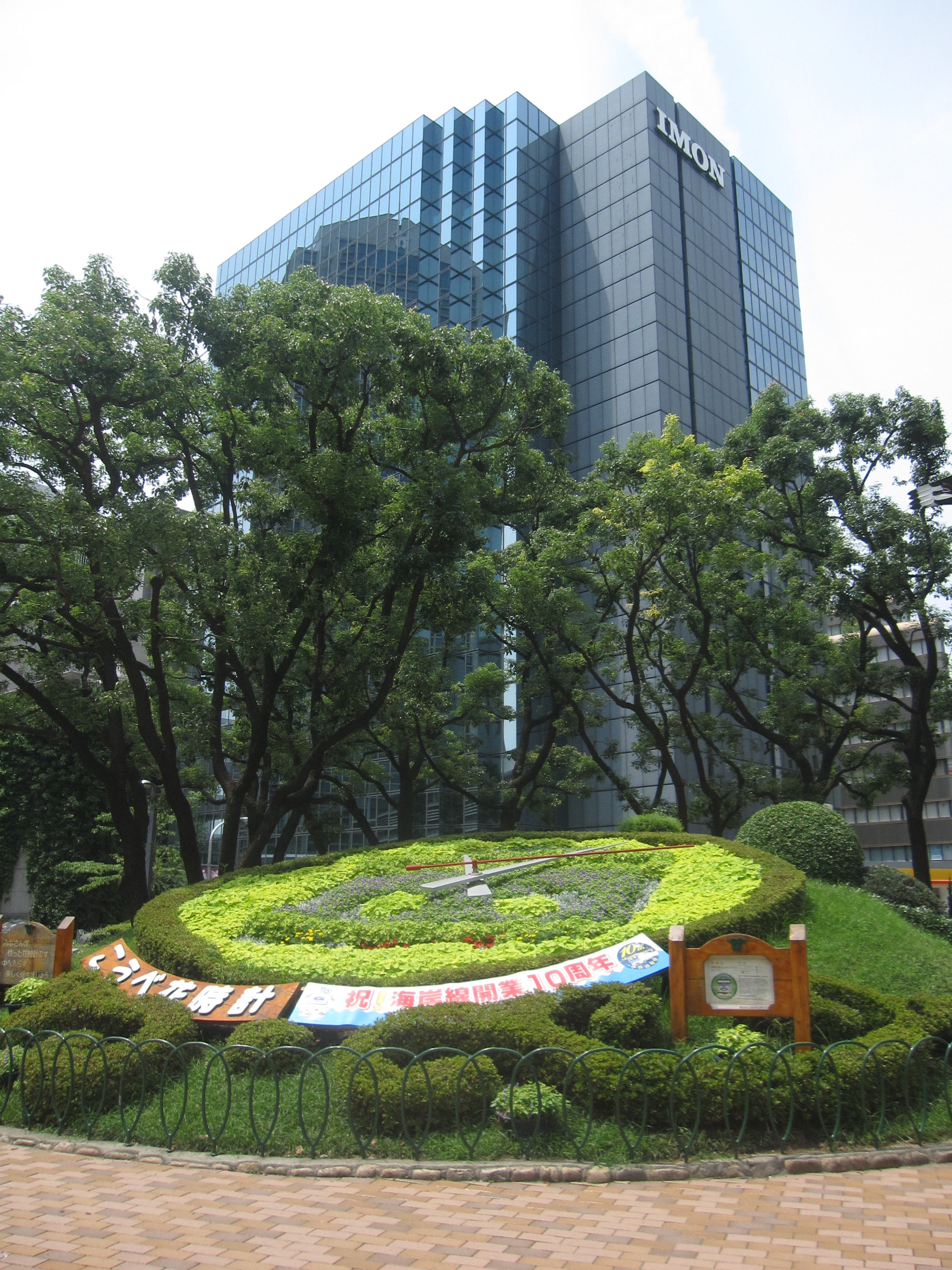
井門神戸ビル

- 井門神田駅前ビル 千代田区鍛冶町1-6-15
- 井門内神田ビル 千代田区内神田1-9-5
- 井門内神田三丁目ビル 千代田区内神田3-12-5
- 井門岩本町ビル 千代田区岩本町3-3-6
- 井門岩本町第2ビル 千代田区岩本町3-7-16
- 井門池之端ビル 台東区池之端2-7-17
- 井門東上野ビル 台東区東上野3-1-10
- 井門八重洲通りビル 中央区八丁堀1-1-4
- 井門札幌ビル　札幌市中央区北1条西3-2
- 井門札幌パークフロント（旧千代田生命ビル）　札幌市中央区大通西7-1-1
- 井門井門札幌S109ビル　札幌市中央区南1条西9-1-2
- 井門札幌N120ビル　中央区北1条西20-1-27
- 井門札幌東ビル　札幌市東区北7条東3-28-32
- 井門名古屋ビル　名古屋市中村区椿町1-16
- 井門明治安田生命ビル　京都市中京区烏丸通御池下ル虎屋町
- 井門四条ビル　京都市下京区立売中之町104-1
- 井門四条東洞院ビル　京都市下京区長刀鉾町32
- 井門神戸ビル（旧リクルート神戸ビル）　神戸市中央区江戸町95
- 井門高松ビル　高松市寿町1-2-5
- 井門金沢ビル（旧カーニープレイス金沢駅前ビル）　金沢市堀川新町2-1

## 過去に存在した大丸百貨店の店舗
- 渋谷店 → インテリア井門渋谷店 1972/9開店 → ジュエリー井門（100坪の大型店）→ 1999年6月 セガの大型アミューズメント施設「渋谷ギーゴ」が入居。　→ 2010年8月 ビル・リニューアル複合ビル化。パンダレストランが営業中。たかの友梨他が入居。
- 大井店 → ラオックス井門 → 本社ビル。モデルス井門、ジュエリー井門が営業中。洋服の青山が入居。
- 武蔵小山店 → ラオックス井門として営業。2013年5月28日にインテリア井門を併設、2018年12月31日に閉店[2]
- 小岩店 → ラオックス井門 → インテリア井門 → Cagoo（2000年に改装） → インテリア井門（2014年2月に再改装）。同ビルにはダイソーも入居。
- 川崎店 → ラオックス井門 → ジュエリー井門が営業中。上階にテナントが入居。
- 伊勢佐木町店（横浜市中区伊勢佐木町1-7-6 井門伊勢佐木ビル） → ラオックス、ユニクロ、ダイソー他が入居。
- 赤羽店（北区赤羽2-14-2）→ ラオックス、インテリア井門 → ダイソーLaLaガーデン赤羽店が入居。
- 大山店（板橋区大山町39-1） → ラオックス井門、インテリア井門 → 2009年12月23日閉店→ マルハン大山店。
- 蒲田店（大田区西蒲田7-48-12） → 坂善大丸蒲田店 → 坂善が賃貸入居に変更。
- 蒲田店別館（大田区西蒲田7-66-3） → インテリア井門蒲田店 1973年開店 →　ラオックス井門、ジュエリー井門 → マツモトキヨシ他が入居
- 船橋店（船橋市本町1-3-1） → 坂善大丸船橋店 → 再開発に伴い撤退　船橋フェイスビル
- 八王子店
- 立川店
- 川口店 → ラオックス井門 →  撤退
- 錦糸町駅ビル店（4階部分に入居） → ラオックス井門、洋品店、貴金属店 → 撤退
- 川崎駅ビル店 → 撤退
- つるみ駅ビル店 → 撤退